# Линдерния
Линдерния (лат. Lindernia) — род-космополит травянистых растений семейства Линдерниевые (Linderniaceae).
Род назван в честь немецко-французского ботаника Франца Бальтазара фон Линдерна.

## Ботаническое описание
Однолетние травянистые голые растения. Листья супротивные, яйцевидные или эллиптические.
Цветки мелкие, одиночные, пазушные, на длинных цветоножках, открытые и закрытые или все открытые. Чашечка колокольчатая или трубчатая, глубоко 5-раздельная, с почти одинаковыми долями. Венчик трубчатый, с двугубым отгибом; трубка узкоколокольчатая; верхняя губа плоская, короткая, двулопастная или двураздельная; нижняя губа трёхлопастная, отклоненная; у открытых цветков верхняя губа превышает нижнюю, у закрытых почти равна ей. Тычинок 4, включенных в венчик; тычиночные нити у 2 передних тычинок открытых цветков дуговидно согнутые, при основании с линейными железистыми придатками, у закрытых цветков все 4 тычинки одинаковые, без придатков; пыльники свободные, двугнёздные, с косо отклоненными гнездами. Пестик 1; завязь одногнёздная; столбик короткий; рыльце головчатое, двулопастное. Коробочка эллиптически-яйцевидпая или продолговатая, вскрывается 2 створками. Семена многочисленные, сетчато-ячеистые.

## Виды
Род насчитывает 65 видов:
- Lindernia acrandra W.R.Barker
- Lindernia alsinoides R.Br.
- Lindernia alterniflora (C.Wright) Alain
- Lindernia atrata W.R.Barker
- Lindernia barkeri Wannan
- Lindernia beasleyi Wannan
- Lindernia benthamii Eb.Fisch., Schäferh. & Kai Müll.
- Lindernia brachyphylla Pennell
- Lindernia brennanii W.R.Barker
- Lindernia bryoides Eb.Fisch.
- Lindernia calliandra W.R.Barker
- Lindernia capensis Thunb.
- Lindernia conferta (Hiern) Philcox
- Lindernia congesta (A.Raynal) Eb.Fisch.
- Lindernia crassifolia (Engl.) Eb.Fisch.
- Lindernia cyanoplectra W.R.Barker
- Lindernia dierythra W.R.Barker
- Lindernia dubia (L.) Pennell
- Lindernia dunlopii W.R.Barker
- Lindernia enypniastina W.R.Barker
- Lindernia grandiflora Nutt.
- Lindernia hyssopioides (L.) Haines
- Lindernia intrepida (Dinter ex Heil) Oberm.
- Lindernia jiuhuanica X.H.Guo & X.L.Liu
- Lindernia lemuriana Eb.Fisch., Schäferh. & Kai Müll.
- Lindernia leucochroa W.R.Barker
- Lindernia linearifolia (Engl.) Eb.Fisch.
- Lindernia lucrusmiana W.R.Barker
- Lindernia madagascariensis (Bonati) Eb.Fisch., Schäferh. & Kai Müll.
- Lindernia madayiparensis Ratheesh, Sunil & Nandakumar
- Lindernia manilaliana Sivar.
- Lindernia mexicana (S.Watson) T.Yamaz.
- Lindernia microcalyx Pennell & Stehlé
- Lindernia minima (Benth.) Mukerjee
- Lindernia mitrasacmoides (O.Schwarz) W.R.Barker
- Lindernia monroi (S.Moore) Eb.Fisch.
- Lindernia monticola Nutt.
- Lindernia multicaulis (Urb.) Alain
- Lindernia multiflora (Roxb.) Mukerjee
- Lindernia murfetiana W.R.Barker
- Lindernia natans Eb.Fisch.
- Lindernia paludosa (Bonati) Eb.Fisch.
- Lindernia parviflora (Roxb.) Haines
- Lindernia perrieri (Bonati) Thulin
- Lindernia petrensis W.R.Barker
- Lindernia porphyrodinea W.R.Barker & M.D.Barrett
- Lindernia procumbens (Krock.) Philcox — Линдерния распростёртая, или Линдерния лежачая, или Линдерния стаканчатая
- Lindernia prolata W.R.Barker
- Lindernia pronanthera W.R.Barker
- Lindernia pubescens (Benth.) F.Muell.
- Lindernia pustulosa W.R.Barker
- Lindernia robyniae W.R.Barker
- Lindernia rotundata (Pilg.) Eb.Fisch.
- Lindernia rotundifolia (L.) Alston
- Lindernia scopularis W.R.Barker
- Lindernia scutella W.R.Barker
- Lindernia srilankana L.H.Cramer & Philcox
- Lindernia stantonii Wannan
- Lindernia tamilnadensis M.G.Prasad & Sunojk.
- Lindernia thyridostoma W.R.Barker
- Lindernia tiwiensis W.R.Barker
- Lindernia tridentata (Small) D.Q.Lewis
- Lindernia venustula W.R.Barker
- Lindernia viguieri (Bonati) Eb.Fisch.
- Lindernia yarun Wannan